# 联盟TMA-5

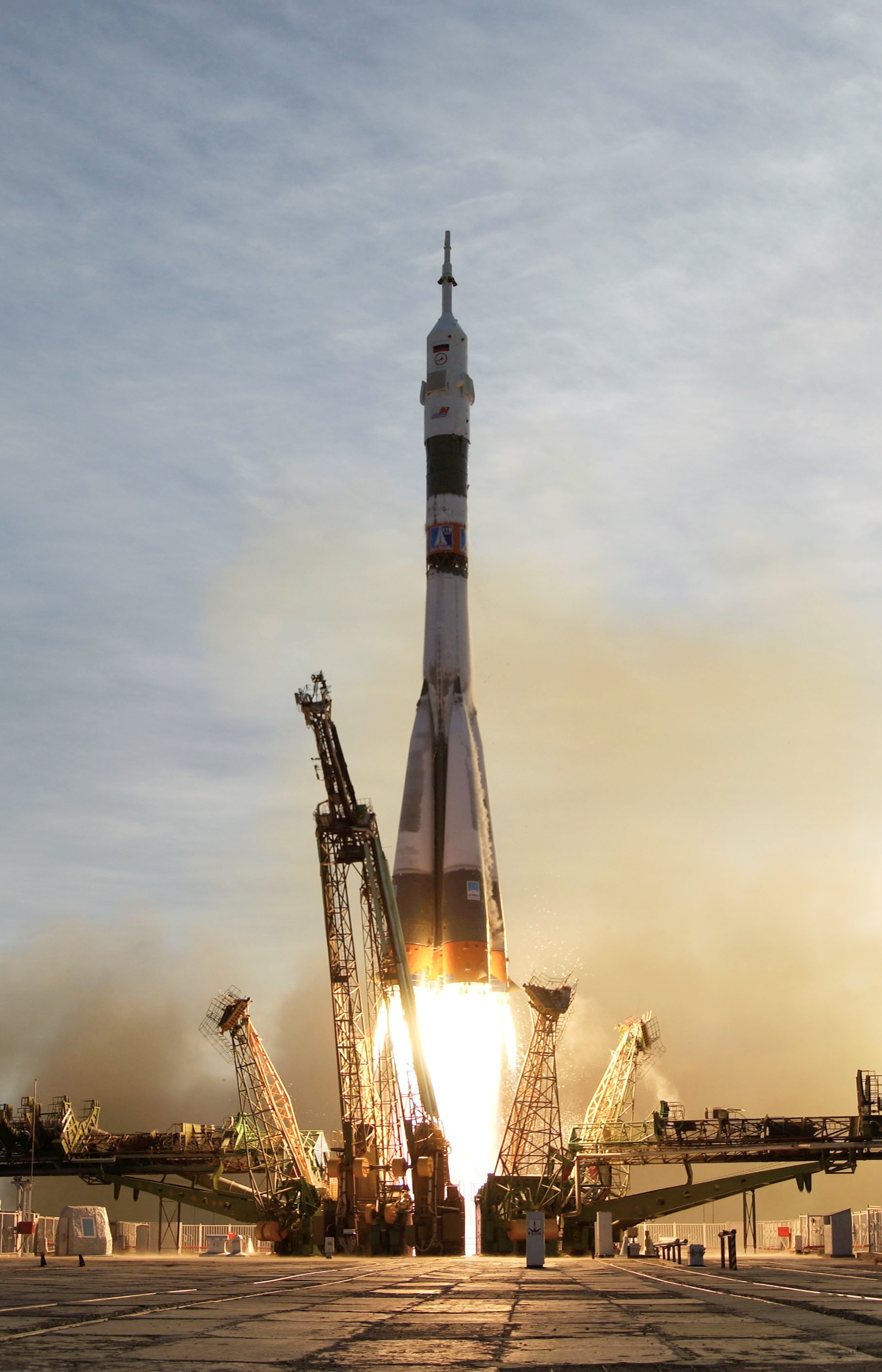
联盟TMA-5发射

联盟TMA-5（俄语：Союз ТМА-5) 是俄罗斯发射联盟号宇宙飞船，于2004年10月14日3:06点火升空，前往国际太空站。

## 任务成员

### 发射和降落（国际空间站第10长期考察组成员）
- 萨力江·沙里波夫（Salizhan Sharipov）
- 焦立中 美国

### 发射
- 尤里·沙尔金（Yuri Shargin）  俄羅斯

### 降落
- 罗伯托·维托里（Roberto Vittori）欧洲太空总署 義大利

## 任务亮点
联盟TMA-5于2004年10月14日在拜科努尔航天发射场升空，原定于10月9日发射。在发射前的测试中，一个火焰结构件发生松动而推迟。隐患在正式发射前排除。
国际空间站第10长期考察组成员萨力江·沙里波夫和焦立中前往国际空间站替换第9期长期考察组成员根纳季·帕达尔卡（Gennady Padalka）和迈克尔·芬克（Michael Fincke）。
经过193天后，第10长期考察组成员和第11长期考察组成员罗伯托·维托里一起降落在哈萨克斯坦。